# شهرستان شیانگیوان
شهرستان شیانگیوان (به لاتین: Xiangyuan County) یک شهرستان‌های جمهوری خلق چین در چین است که در چانگجی واقع شده‌است.